# Carpinteria
Carpinteria ist eine Stadt im Santa Barbara County im US-Bundesstaat Kalifornien mit 13.264 Einwohnern (Stand: 2020). Sie liegt direkt am Pazifischen Ozean.
Das Stadtgebiet hat eine Fläche von 18,8 km² und liegt zwölf Meilen südlich von Santa Barbara. Es hat einen Bahn- und einen Highwayanschluss U.S. Highway 101.
Carpinteria ist Sitz des Pacifica Graduate Institute, eine Privatuniversität. Am Ort erscheint die Wochenzeitung The Coastal View. Seit 1987 findet hier jährlich im Oktober das California Avocado Festival statt. An der Maple Avenue befindet sich das Carpinteria Valley Museum of History.
Der Stamm der Chumash-Indianer lebte in der Gegend von Carpinteria und stellte an der Küste Kanus aus Holz her, die sie mit dem in dieser Gegend natürlich vorkommenden Bitumen abdichteten. Diese Werkstatt soll zu der spanischen Benennung Carpinteria (deutsch „Zimmerei“) geführt haben.